# Diocesi di Segovia

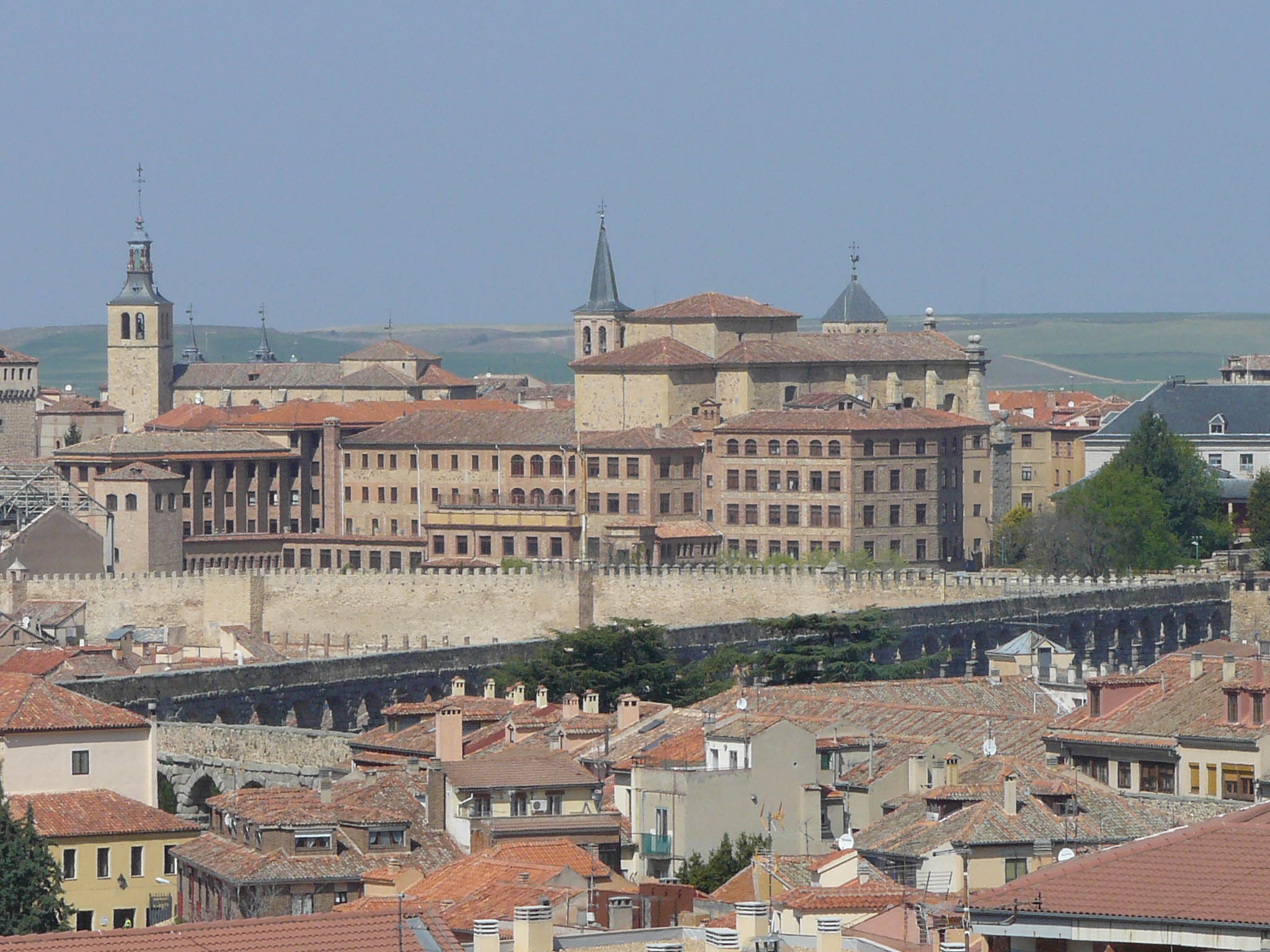
Il seminario diocesano di Segovia.

La diocesi di Segovia (in latino Dioecesis Segobiensis) è una sede della Chiesa cattolica in Spagna suffraganea dell'arcidiocesi di Valladolid. Nel 2022 contava 149.000 battezzati su 153.663 abitanti. È retta dal vescovo Jesús Vidal Chamorro.

## Territorio
La diocesi comprende la provincia di Segovia.
Sede vescovile è la città di Segovia, dove si trova la cattedrale dell'Assunzione di Maria Vergine.
Il territorio è suddiviso in 339 parrocchie, raggruppate in 9 arcipresbiterati: Segovia, Cuéllar, Ayllón-Riaza, La Granja-San Medel, Cantalejo-Fuentidueña, Fuentepelayo, Sepúlveda-Pedraza, Abades-Villacastín, Coca-Santa María la Real de Nieva.

## Storia
La diocesi fu eretta nel 527, quando Montano di Toledo elesse un vescovo per Segovia, il cui nome resta ignoto. La nuova diocesi, separata da quella di Palencia, era suffraganea dell'arcidiocesi di Toledo. I primi vescovi noti presero parte ai concili di Toledo del VI e VII secolo in epoca visigotica. Nello stesso periodo si diffuse a Segovia l'eresia ariana.
Successivamente, a seguito dell'invasione araba, la successione episcopale fu probabilmente interrotta. A partire dal X secolo sono documentati due vescovi, Frunimio di Wamba e Ilderedo di Simancas, che, pur documentati in alcune occasioni come vescovi di Segovia, risiedettero tuttavia fuori dalla diocesi, nei territori controllati dai cristiani.
Nel 1071 i saraceni distrussero le chiese di Segovia, che otto anni dopo, nel 1079 fu riconquistata da Alfonso VI di Castiglia. Rinacque allora la vita religiosa e la successione episcopale riprende nel 1110. Nel 1123 papa Callisto II confermò con una bolla il ristabilimento della sede e assegnò alla diocesi nuovi confini.
Durante il XII secolo furono ricostruite molte chiese, compresa la cattedrale antica che fu consacrata il 16 luglio 1228.
Il periodo d'oro della diocesi fu nel XV secolo, quando furono fondati importanti monasteri e Segovia vide la presenza di personaggi di primo piano, come san Vincenzo Ferrer che predicò in città e un giovane Tomás de Torquemada. Nel 1474 fu incoronata a Segovia Isabella di Castiglia.
Agli inizi del XVI secolo la guerra danneggiò la cattedrale, cosicché nel 1525 si intraprese la costruzione di una nuova cattedrale, consacrata il 15 agosto 1558 senza che fosse completamente terminata.
La peste del 1598 diede inizio ad un periodo di decadenza, che si estenderà per i secoli XVII e XVIII, mentre nel XIX secolo molte chiese romaniche di Segovia furono demolite.
Il 4 luglio 1857 la diocesi entrò a far parte della provincia ecclesiastica dell'arcidiocesi di Valladolid.
Il 17 ottobre 1954 e il 22 novembre 1955, con due distinti decreti della Congregazione concistoriale, furono rivisti i confini della diocesi per farli coincidere con quelli della provincia civile, in applicazione del concordato tra la Santa Sede e il governo spagnolo del 1953. La diocesi di Segovia cedette 16 parrocchie all'arcidiocesi di Valladolid, 4 all'arcidiocesi di Burgos e 3 alla diocesi di Avila; e in cambio furono aggregate alla diocesi 9 parrocchie appartenute alla stessa diocesi di Avila, 2 appartenute alla diocesi di Osma (oggi diocesi di Osma-Soria), e gli arcipresbiterati di Ayllón e di Sorbe ceduti dalla diocesi di Sigüenza (oggi diocesi di Sigüenza-Guadalajara).

## Cronotassi dei vescovi
Si omettono i periodi di sede vacante non superiori ai 2 anni o non storicamente accertati.
- Ignoto † (menzionato nel 527)
- Pedro † (menzionato nel 589)[4]
- Miniciano † (menzionato nel 610)[4]
- Anserico † (prima del 633 - dopo il 653)[4]
- Sinduito † (menzionato nel 675)[4]
- Deodato † (prima del 681 - dopo il 688)[4]
- Decenzio † (menzionato nel 693)[4]
  - Sede vacante o soppressa
- Frunimio † (prima di giugno 938 - dopo maggio 948)[1]
- Ilderedo † (prima di luglio/ottobre 950 - dopo luglio 974)[1]
- Pedro de Agén, O.S.B. † (25 gennaio 1110 - circa 1149 deceduto)
- Juan † (1149 - 1151 nominato arcivescovo di Toledo)
- Vicente † (documentato nel 1155 e nel 1156)
- Guillermo † (documentato dal 1158 al 1170)
- Gonzalo † (prima di marzo 1173 - circa 1192 deceduto)
- Gutierre Girón † (? - 1195 deceduto)
- Gonzalo I Miguel † (1196 - 1211 deceduto)
- Gerardo † (1214 - circa 1224 deceduto)
- Bernardo † (10 ottobre 1224 - 1248 deceduto)
- Rodrigo † (1248 - 1249 deceduto)
- Raimundo Losanna, O.P. † (1249 - 1259 nominato arcivescovo di Siviglia)
- Martín, O.F.M. † (1260 - 1265 deceduto)
- Fernando Velázquez † (26 gennaio 1265 - 20 gennaio 1277 deceduto)
- Rodrigo Tello † (5 gennaio 1279 - 6 ottobre 1288 nominato arcivescovo di Tarragona)
- Blas † (13 dicembre 1289 - 21 gennaio 1300 deceduto)
- Fernando Sarracín † (17 aprile 1301 - 17 ottobre 1318 deceduto)
- Benito Pérez † (1318 o 1319 - 27 ottobre 1319 deceduto)
- Amado † (1320 - 1321 deceduto)
- Pedro de Cuéllar † (prima del 20 marzo 1324 - dopo il 19 aprile 1350 deceduto)
- Blasco de Portugal † (30 maggio 1351 - ? deceduto)
- Pedro Gómez Gudiel † (13 febbraio 1352 - ? deceduto)
- Gonzalo II, O.F.M. † (27 novembre 1355 - 1358 ? deceduto)
- Juan Lucero † (18 giugno 1361 - ? deceduto)
- Martín de Cande † (10 giugno 1364 - ? deceduto)
- Juan Sierra † (3 ottobre 1370 - 16 febbraio 1374 deceduto)
- Gonzalo III † (26 aprile 1374 - prima del 21 luglio 1374 deceduto)
- Hugo de Alemania † (21 luglio 1374 - 15 ottobre 1388 nominato vescovo di Cavaillon)
- Juan Serrano † (15 ottobre 1388 - 22 dicembre 1389 nominato vescovo di Sigüenza)
- Gonzalo González de Bustamante † (22 dicembre 1389 - luglio 1392 deceduto)
- Alfonso de Frías † (16 ottobre 1392 - 1394 deceduto)
- Alfonso Correa † (4 novembre 1394 - 15 maggio 1398 deceduto)
- Juan Vázquez de Cepeda † (17 giugno 1398 - 14 novembre 1437 deceduto)
- Lope de Barrientos, O.P. † (21 febbraio 1438 - 19 luglio 1441 nominato vescovo di Avila)
  - Juan de Cervantes † (19 luglio 1441 - 7 aprile 1449 nominato arcivescovo di Siviglia) (amministratore apostolico)
- Luis de Acuña y Osorio † (7 aprile 1449 - 12 novembre 1456 nominato vescovo di Burgos)
- Fernando López de Villaescusa † (18 marzo 1457 - 13 giugno 1460 deceduto)
- Juan Arias de Ávila † (20 febbraio 1461 - 28 ottobre 1497 deceduto)
- Juan Arias de Villar † (14 febbraio 1498 - settembre 1501 deceduto)
- Juan Ruiz de Medina † (16 marzo 1502 - 30 gennaio 1507 deceduto)
- Fadrique de Portugal Noreña, O.S.B. † (22 dicembre 1508 - 1511 dimesso[5])
- Diego Ribera de Toledo † (29 ottobre 1511 - 6 febbraio 1543 deceduto)
- Antonio Ramírez de Haro † (6 agosto 1543 - 16 settembre 1549 deceduto)
- Gaspar Zúñiga Avellaneda † (27 giugno 1550 - 21 ottobre 1558 nominato arcivescovo di Santiago di Compostela)
- Francisco de Santa María Benavides Velasco, O.S.H. † (21 ottobre 1558 - 15 maggio 1560 deceduto)
- Martín Pérez de Ayala † (17 luglio 1560 - 6 settembre 1564 nominato arcivescovo di Valencia)
- Diego de Covarrubias y Leiva † (25 ottobre 1564 - 6 settembre 1577 nominato arcivescovo (titolo personale) di Cuenca)
- Gregorio Antonio Gallo de Andrade † (11 settembre 1577 - 25 settembre 1579 deceduto)
- Luis Tello Maldonado † (27 maggio 1580 - 11 giugno 1581 deceduto)
- Andrés Cabrera Bobadilla † (8 novembre 1582 - 13 ottobre 1586 nominato arcivescovo di Saragozza)
- Francisco Ribera Obando, O.S.A. † (17 dicembre 1586 - 15 settembre 1587 deceduto)
- Andrés Pacheco † (2 dicembre 1587 - 13 agosto 1601 nominato vescovo di Cuenca)
- Massimiliano d'Austria † (27 agosto 1601 - 21 aprile 1603 nominato arcivescovo di Santiago di Compostela)
- Pedro Castro Nero † (13 agosto 1603 - 12 settembre 1611 nominato arcivescovo di Valencia)
- Antonio Idiáquez Manrique † (4 febbraio 1613 - 17 novembre 1615 deceduto)
- Juan Vigil de Quiñones y Labiada † (18 luglio 1616 - 1º settembre 1617 deceduto)
- Alfonso Márquez de Prado † (9 luglio 1618 - 7 novembre 1621 deceduto)
- Iñigo Brizuela Artiaga, O.P. † (6 maggio 1622 - 1623 dimesso)
- Melchor Moscoso Sandoval † (29 maggio 1624 - 1º settembre 1632 deceduto)
- Mendo de Benavides † (18 luglio 1633 - 19 novembre 1640 nominato vescovo di Cartagena)
- Pedro Tapia, O.P. † (7 gennaio 1641 - 24 aprile 1645 nominato vescovo di Sigüenza)
- Pedro Neila † (12 giugno 1645 - 1647 deceduto)
- Francisco de Aráujo, O.P. † (13 gennaio 1648 - 1656 dimesso)
- Juan del Pozo Horta, O.P. † (28 agosto 1656 - 16 agosto 1660 deceduto)
- Francisco de Zárate y Terán † (21 febbraio 1661 - 28 gennaio 1664 nominato vescovo di Cuenca)
- Diego de Escolano y Ledesma † (17 marzo 1664 - 27 febbraio 1668 nominato arcivescovo di Granada)
- Jerónimo Mascareñas † (9 aprile 1668 - 25 ottobre 1671 deceduto)
- Matías Moratinos Santos † (3 ottobre 1672 - settembre 1682 deceduto)
- Francisco Antonio Caballero † (8 marzo 1683 - 1684 deceduto)
- Andrés de Angulo † (9 aprile 1685 - 1687 deceduto)
- Fernando de Guzmán, O.F.M. † (29 novembre 1688 - 15 agosto 1694 deceduto)
- Bartolomé de Ocampo y Mata † (8 novembre 1694 - 1º giugno 1699 nominato vescovo di Plasencia)
- Baltasar de Mendoza y Sandoval † (5 ottobre 1699 - 4 novembre 1727 deceduto)
- Domingo Valentín Guerra Arteaga y Leiva † (8 marzo 1728 - 31 maggio 1742 deceduto)
- Diego García Medrano † (24 settembre 1742 - marzo 1752 deceduto)
- Manuel Murillo Argáiz † (13 luglio 1752 - 1º giugno 1765 dimesso)
- Juan José Martínez Escalzo † (5 giugno 1765 - 6 dicembre 1773 deceduto)
- Alfonso Marcos Llanes † (6 giugno 1774 - 15 dicembre 1783 nominato arcivescovo di Siviglia)
- Juan Francisco Jiménez del Río † (14 febbraio 1785 - 18 dicembre 1795 nominato arcivescovo di Valencia)
- Felipe Scío Riaza, Sch.P. † (18 dicembre 1795 - 9 aprile 1796 deceduto)
- José Sáenz Santamaría † (24 luglio 1797 - 14 gennaio 1813 deceduto)
- Isidoro Pérez Celis, M.I. † (26 settembre 1814 - 20 gennaio 1827 deceduto)
- Isidoro Bonifacio López Pulido, O.S.B. † (21 maggio 1827 - 3 dicembre 1827 deceduto)
- Juan Nepomuceno Lera Cano † (23 giugno 1828 - 23 giugno 1831 deceduto)
- Joaquín Briz, O.P. † (24 febbraio 1832 - 23 gennaio 1837 deceduto)
  - Sede vacante (1837-1848)
- Francisco de La Puente, O.P. † (3 luglio 1848 - 15 novembre 1854 deceduto)
  - Sede vacante (1854-1857)
- Rodrigo Moreno Echevarría Briones, O.S.B. † (25 settembre 1857 - 21 dicembre 1875 deceduto)
- Antonio García y Fernández † (3 aprile 1876 - 5 febbraio 1890 deceduto)
- José Proceso Pozuelo y Herrero † (26 giugno 1890 - 24 marzo 1898 nominato vescovo di Cordova)
- José Ramón Quesada y Gascón † (24 marzo 1898 - 13 settembre 1900 deceduto)
- José Cadena y Eleta † (18 aprile 1901 - 14 novembre 1904 nominato vescovo di Vitoria)
- Julián Miranda y Ristuer † (14 novembre 1904 - 24 giugno 1913 deceduto)
- Remigio Gandásegui y Gorrochátegui † (28 maggio 1914 - 22 aprile 1920 nominato arcivescovo di Valladolid)
- Manuel de Castro y Alonso † (9 luglio 1920 - 21 maggio 1928 nominato arcivescovo di Burgos)
- Luciano Pérez Platero † (5 febbraio 1929 - 9 dicembre 1944 nominato arcivescovo di Burgos)
- Daniel Llorente y Federico † (9 dicembre 1944 - 11 dicembre 1969 ritirato[6])
- Antonio Palenzuela Velázquez † (11 dicembre 1969 - 12 maggio 1995 ritirato)
- Luis Gutiérrez Martín, C.M.F. † (12 maggio 1995 - 3 novembre 2007 ritirato)
- Ángel Rubio Castro (3 novembre 2007 - 12 novembre 2014 ritirato)
- César Augusto Franco Martínez (12 novembre 2014 - 3 dicembre 2024 ritirato)
- Jesús Vidal Chamorro, dal 3 dicembre 2024

## Statistiche
La diocesi nel 2022 su una popolazione di 153.663 persone contava 149.000 battezzati, corrispondenti al 97,0% del totale.
| anno | popolazione | popolazione | popolazione | presbiteri | presbiteri | presbiteri | presbiteri                | diaconi | religiosi | religiosi | parrocchie |
| anno | battezzati  | totale      | %           | numero     | secolari   | regolari   | battezzati per presbitero | diaconi | uomini    | donne     | parrocchie |
| ---- | ----------- | ----------- | ----------- | ---------- | ---------- | ---------- | ------------------------- | ------- | --------- | --------- | ---------- |
| 1950 | 220.000     | 220.000     | 100,0       | 353        | 308        | 45         | 623                       |         | 128       | 220       | 290        |
| 1969 | 175.216     | 175.221     | 100,0       | 350        | 288        | 62         | 500                       |         | 438       | 563       | 298        |
| 1980 | 149.633     | 153.771     | 97,3        | 232        | 190        | 42         | 644                       |         | 83        | 543       | 297        |
| 1990 | 147.000     | 151.494     | 97,0        | 216        | 189        | 27         | 680                       |         | 57        | 464       | 299        |
| 1999 | 147.211     | 147.750     | 99,6        | 197        | 167        | 30         | 747                       |         | 58        | 394       | 301        |
| 2000 | 147.005     | 147.530     | 99,6        | 195        | 166        | 29         | 753                       |         | 62        | 433       | 301        |
| 2001 | 145.000     | 146.985     | 98,6        | 186        | 159        | 27         | 779                       |         | 35        | 410       | 301        |
| 2002 | 145.130     | 147.028     | 98,7        | 185        | 155        | 30         | 784                       |         | 59        | 421       | 301        |
| 2003 | 145.425     | 148.110     | 98,2        | 182        | 152        | 30         | 799                       |         | 60        | 427       | 301        |
| 2004 | 146.200     | 150.701     | 97,0        | 180        | 151        | 29         | 812                       |         | 56        | 397       | 301        |
| 2010 | 155.200     | 164.854     | 94,1        | 164        | 140        | 24         | 946                       |         | 49        | 356       | 301        |
| 2014 | 152.752     | 161.702     | 94,5        | 168        | 143        | 25         | 909                       |         | 46        | 316       | 339        |
| 2017 | 150.000     | 155.652     | 96,4        | 174        | 143        | 31         | 862                       |         | 52        | 290       | 339        |
| 2020 | 147.755     | 153.129     | 96,5        | 148        | 126        | 22         | 998                       |         | 33        | 272       | 339        |
| 2022 | 149.000     | 153.663     | 97,0        | 159        | 136        | 23         | 937                       |         | 55        | 284       | 339        |